# Cello da spalla

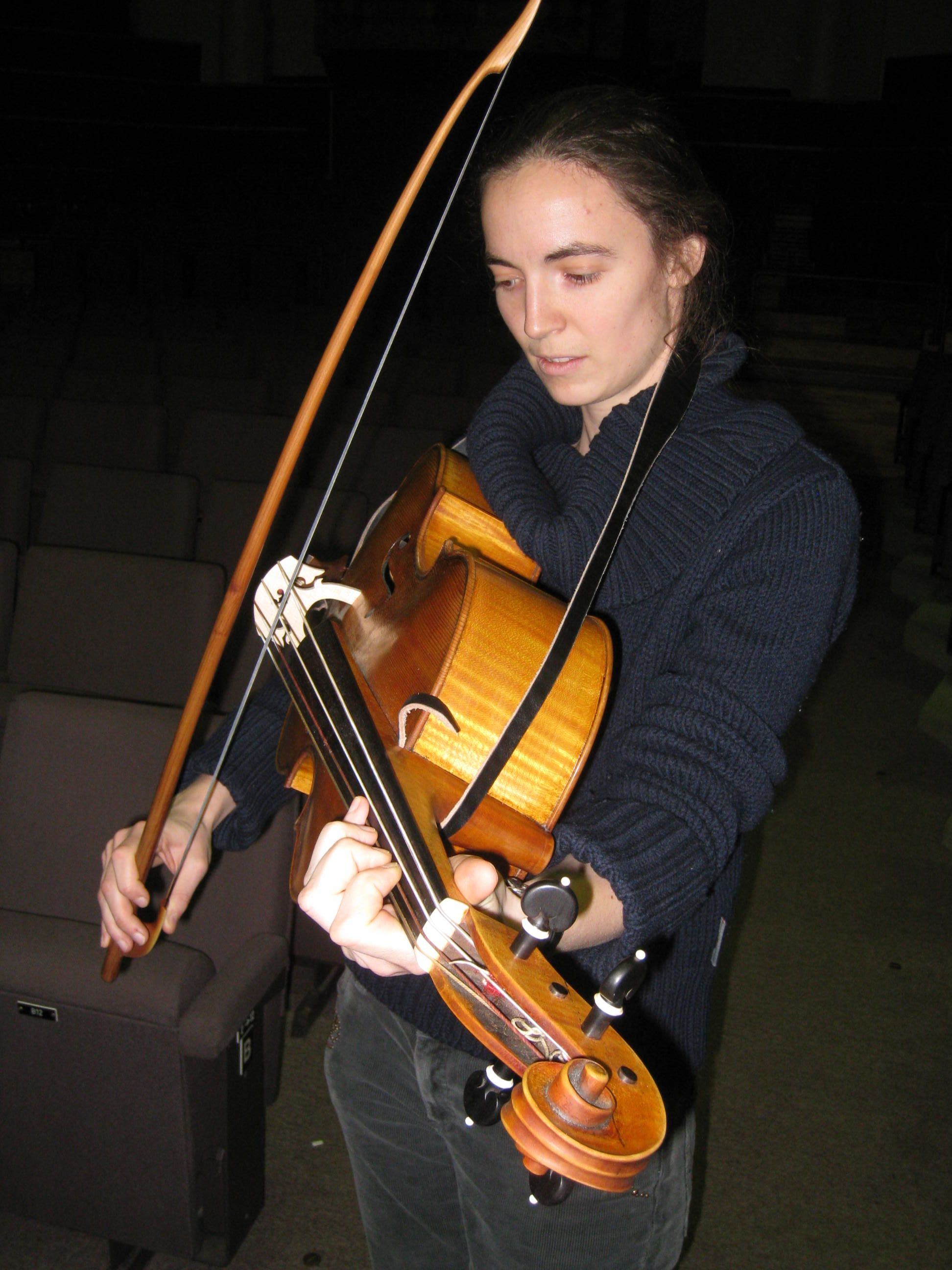
Đàn Violoncello da spalla

Violoncello da spalla, còn được gọi với cái tên không chính thức là cello da spalla, là một nhạc cụ có tính chất giống như cello nhưng nhỏ hơn, được chơi bằng cách khoác lên vai.
Violoncello da spalla được thiết kế dành cho những nghệ sĩ vĩ cầm, nếu họ có kinh nghiệm chơi nhạc cụ như viola da gamba hoặc cello, những nhạc cụ được giữ ở một vị trí thẳng đứng cố định giữa hai chân. Viola da spalla được giữ ở vai và ngực, và lớn hơn viola.